# NGC 4255
NGC 4255 (również PGC 39592 lub UGC 7348) – galaktyka soczewkowata (S0), znajdująca się w gwiazdozbiorze Panny. Odkrył ją Auguste Voigt w czerwcu 1865 roku. Należy do Gromady w Pannie.